# Akceptant
Akceptant – odbiorca inny niż konsument, na rzecz którego agent rozliczeniowy świadczy usługę płatniczą. Jest to podmiot, który przyjmuje płatności kartą, czyli zgadza się, aby za sprzedawane przez niego towary lub usługi płacić z wykorzystaniem karty płatniczej.